# Martin Bongo
Martin Bongo (Lekei, 4 de julho de 1940) é um político e diplomata do Gabão. Ele foi Ministro das Relações Exteriores do Gabão de 1976 a 1989.
Bongo, sobrinho do presidente Omar Bongo, e foi o Representante Especial da União Africana na República Democrática do Congo em 2003.